# Окулярник сірогорлий
Окулярник сірогорлий (Zosterops rendovae) — вид горобцеподібних птахів родини окулярникових (Zosteropidae). Ендемік Соломонових Островів. Бугенвільські і гуадалканалські окулярники раніше вважалися підвидами сірогорлого окулярника.

## Опис
Довжина птаха становить 12-13 см. Верхня частина тіла темно-зелена, хвіст коричнюватий, нижня частина тіла темно-сіра, підборіддя зелене, живіт блідий, гузка жовта. Навколо очей характерні білі кільця, дзьоб чорнуватий.

## Поширення і екологія
Сірогорлі окулярники є ендеміками острова Макіра. Вони живуть в гірських і рівнинних тропічних лісах на висоті 900–2000 м над рівнем моря.